# Fontains
Fontains ist eine französische Gemeinde im Département Seine-et-Marne in der Region Île-de-France. Sie gehört zum Kanton Nangis im Arrondissement Provins. Die Bewohner nennen sich Fontenois. 
Die landwirtschaftlich geprägte Gemeinde grenzt im Norden an Nangis, im Osten an Rampillon, im Süden an Villeneuve-les-Bordes und im Westen an La Chapelle-Rablais. An der nordwestlichen Gemeindegrenze verläuft der Fluss Almont.

## Bevölkerungsentwicklung
| Jahr      | 1962 | 1968 | 1975 | 1982 | 1990 | 1999 | 2008 | 2014 |
| --------- | ---- | ---- | ---- | ---- | ---- | ---- | ---- | ---- |
| Einwohner | 162  | 143  | 139  | 214  | 223  | 247  | 263  | 231  |

## Sehenswürdigkeiten
Siehe auch: Liste der Monuments historiques in Fontains
- Kirche Saint-Jacques-le-Majeur, seit 1926 Monument historique

## Weblinks

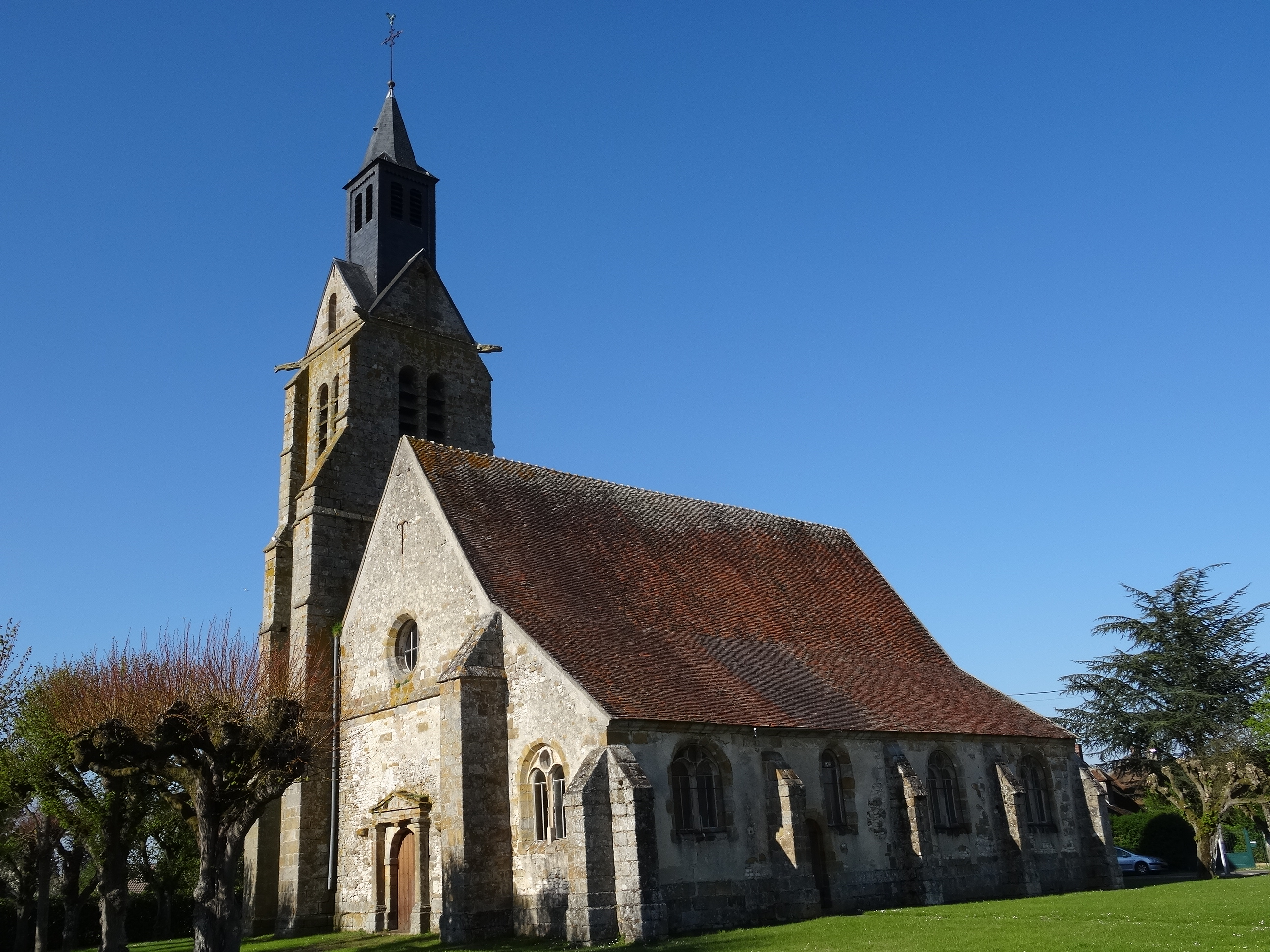
Kirche Saint-Jacques-le-Majeur